# Gert Bals
Gerrit Bals, né le 18 octobre 1936 et mort le 20 mai 2016, est un footballeur néerlandais qui évoluait au poste de gardien de but. Il joue à l'Ajax Amsterdam, — faisant partie du Club van 100 —, mais également dans plusieurs autres clubs du pays.
Il est le gardien de l'Ajax Amsterdam lors de la finale de la coupe d'Europe qui oppose son club au Milan AC en 1969.

## Biographie
Gert Bals joue principalement en faveur du PSV Eindhoven, de l'Ajax Amsterdam, et du Vitesse Arnhem.
Il dispute 24 matchs en Coupe d'Europe des clubs champions et 10 en Coupe des villes de foires.
Il atteint avec l'Ajax la finale de la Coupe d'Europe des clubs champions en 1969, en étant battu par le club italien du Milan AC. Il est ensuite, toujours avec l'Ajax, demi-finaliste de la Coupe des villes de foires en 1970, en étant battu par le club anglais d'Arsenal.

## Palmarès
- Finaliste de la Coupe d'Europe des clubs champions en 1969 avec l'Ajax Amsterdam
- Champion des Pays-Bas en 1965 avec le PSV Eindhoven ; en 1966, 1967, 1968 et 1970 avec l'Ajax Amsterdam
- Vice-champion des Pays-Bas en 1962 et 1964 avec le PSV Eindhoven ; en 1969 avec l'Ajax Amsterdam
- Vainqueur de la Coupe des Pays-Bas en 1967 et 1970 avec l'Ajax Amsterdam
- Finaliste de la Coupe des Pays-Bas en 1968 avec l'Ajax Amsterdam